# Eustache Ier du Bellay
Pour les autres membres de la famille, voir Famille du Bellay.
Eustache (Ier) (vers 1440-1504), dit « le solitaire de Gizeux », sire de Gizeux, du Bellay et du Bois-Thibault, chambellan de René d'Anjou, chevalier de l'Ordre du Croissant. Il est marié en 1461 à Jeanne-Catherine/Perrine (vers 1443-av. 1485), fille de Louis II de Beaumont seigneur du Plessis-Macé, de La Forest, Missé, Commequiers et Thouarcé. Devenu veuf, Eustache entra dans les Ordres sur la fin de sa vie.

## Biographie
Il est le fils aîné et principal héritier de Jean III du Bellay et de Jeanne de Logé. Il succéda à son père dans les terres du Bellay et de Gizeux, et à sa mère dans celles du Bois-Thibault et de Tessé.  Il habitait ordinairement la terre du Bellay, en Anjou, où avait été la principale résidence de ses parents
Il est marié en 1461 avec Catherine de Beaumont, fille aînée de Louis de Beaumont, chevalier, seigneur de la Forest-sur-Sèvre, Commequiers et le Plessis-Macé, et de Jeanne de Jousseaulme. Il se voit confier par le roi René Ier d'Anjou  les charges de chambellan et d'écuyer tranchant. En 1475, il avait été admis dans l'Ordre du Croissant. 
Quelques années avant la mort de ses parents, il était devenu veuf et était entré dans les Ordres. Il est en effet qualifié prêtre dans le contrat de mariage de sa fille Louise avec Olivier Mérichon le 21 mai 1481.
Il reçoit en 1484 du jeune roi Charles VIII des lettres de conseiller en son conseil, et de se qualifier en 1499, sous le règne de Louis XII, des titres de conseiller et de chambellan du roi.
Comme seigneur du Bois-Thibault, il continua, ainsi que l'avait fait son père, à plaider en la cour du Parlement de Paris contre son suzerain, le seigneur de Lassay, pour soutenir ce qu'il croyait ses droits.
Ayant embrassé l'état ecclésiastique, il mourut vers 1510 en odeur de sainteté.

## Famille
Il laissait ou avait eu de son mariage avec Catherine de Beaumont : 1° René, qui continua la lignée des seigneurs du Bellay et de Gizeux, et fut père, entre autres enfants, d'Eustache du Bellay, évêque de Paris ; 2° de Louis ; 3° de Thibaut, abbé de Saint-Florent-de-Saumur ; 4° de Jean, auteur de la branche de Gonnor(d), illustrée, par le poète Joachim du Bellay ; 5° de Louise, mariée en 1481 à Olivier de Mérichon, gouverneur de la Rochelle et du pays d'Aunis ; 6° et 7° de Jeanne et Michelle, mortes sans alliance.

## Sources partielles
- Adelstan de Beauchêne, Le Bois-Thibault : , Étude Historique & Archéologique, Laval, – Imprimerie-Librairie Ve A. Goupil, 1912 (lire en ligne).
- Manuscrit du XVIIe siècle « Histoire généalogique de la maison du Bellay, où les vies des plus illustres personnages de cette maison sont rapportées et quelques-uns de leurs portraicts representez en taille doulce » ... ; avec « la pluspart des généalogies des maisons alliées... » et « la veritable histoire du royaulme d'Ivetot..., le tout justifié tant par l'histoire que par chartes... », de Louis Trinquant est présent à la Bibliothèque Sainte-Geneviève, sous la côte Manuscrit 537[8]. Il s'agit d'une des sources principales de toutes les biographies de la famille du Bellay. Une copie de ce manuscrit est disponible à la Médiathèque Toussaint d'Angers, sous la côte Manuscrit 1191[9].